# Иридиум
«Иридиум» (англ. Iridium, от лат. Iridium — иридий) — всемирный оператор спутниковой телефонной связи. Покрытие составляет 100 % поверхности Земли, включая оба полюса. Одноимённая орбитальная группировка насчитывает 75 (66 основных и 9 резервных) спутников, расположенных на низких орбитах с наклонением 86,5° и высотой 780 км.

## История

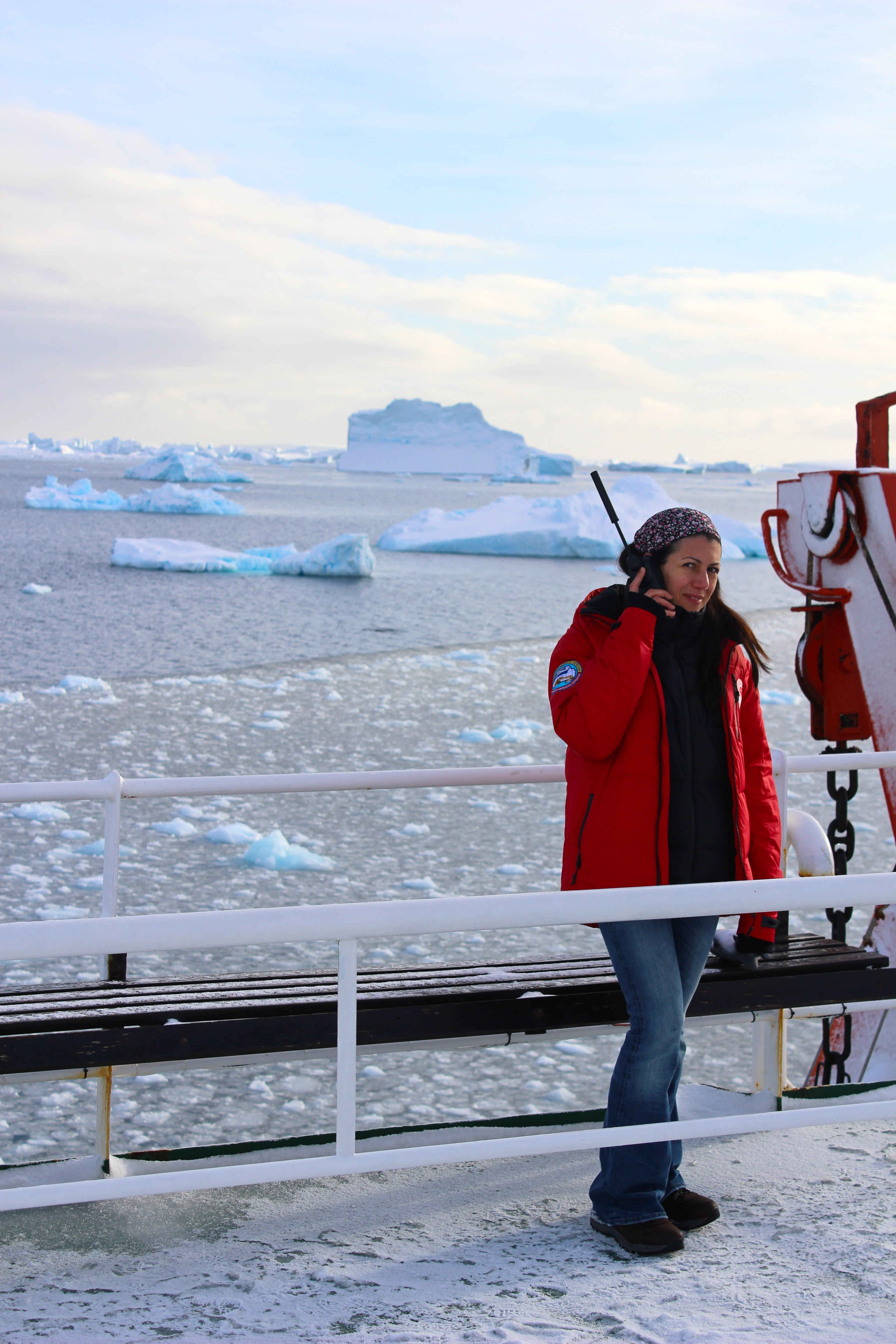
Звонок из Антарктики

Глобальная система спутниковой связи была задумана в компании Motorola в 80-х годах. В 1990 году официально объявлено о начале работ. В 1991 году была основана компания Iridium Inc. Своё название система получила в связи с тем, что первоначально планировалось создать группировку из 77 спутников. Это число равно атомному номеру иридия.
В январе 1993 года, в соответствии с распоряжением Президента РФ, одним из инвесторов проекта стал Государственный Космический Центр им. М. В. Хруничева. ГКЦ получил права на 5 % акций, вложив около 82 млн долларов. ГКЦ также получал права на эксклюзивное предоставление услуг "Иридиум" на территории России и СНГ, для чего построил станцию сопряжения под Москвой (ныне законсервирована).
В 1997—1998 гг. происходил запуск основной части спутников, обеспечивший работоспособность системы. Первый звонок в системе прошёл летом 1997 года. 23 сентября 1998 года система была официально введена в коммерческую эксплуатацию.
13 августа 1999 года руководство компании Iridium Inc. заявило о банкротстве. Причина банкротства — чрезвычайно низкие продажи, не обеспечивающие выход на окупаемость даже в перспективе. Причиной провала продаж называли необоснованно высокие тарифы (превышавшие в несколько раз тарифы уже существовавшей к тому времени спутниковой телефонии Inmarsat), неверные оценки объёма рынка и недооценку распространения сотовой связи.
Частичная работоспособность поддерживалась до марта 2000 года, после чего "Моторола" начала разрабатывать план свода спутников с орбиты, что обошлось бы в 40 млн $.
В 2000 году вновь созданная компания Iridium Satellite LLC выкупает все активы Iridium Inc за 25 млн $, имея договорённость об обслуживании с Министерством обороны США и получив разрешение суда, ведущего дело о банкротстве. Сумма контракта с Министерством Обороны США на 2 года обслуживания составила 72 млн $ (при операционных издержках 7 млн $ в месяц). Коммерческая эксплуатация возобновилась 28 марта 2001 года.
Компания долгое время не могла выйти на прибыльность, и в 2009 году происходит реорганизация, в результате которой контроль над системой, продажами и обслуживанием переходит к новой компании Iridium Communications Inc.

## Современное состояние
Акции корпорации Iridium Communications Inc., образованной в результате слияния GHL Aquisition Corp и Iridium Holdings LLC в сентябре 2009 года, торгуются на бирже NASDAQ. На конец 2009 года сеть Iridium насчитывала около 400 тыс. абонентов, а в конце 2011 компания отпраздновала появление 500-тысячного клиента. В их число вошли сотрудники крупных мировых корпораций, работающих в сфере добычи полезных ископаемых, морского, наземного и воздушного транспорта, строительства, туризма, других отраслях и службах спасения и экстренной помощи. Одним из крупнейших пользователей сети также является правительство США.
Коммерческие продукты и сервисы Iridium приносят порядка 80 % выручки компании и предоставляются в более чем 100 странах дистрибьюторской сетью, в которую входит более 60 поставщиков услуг, 130 авторизованных реселлеров и 45 производителей оборудования и ПО. Iridium Communications производит и продаёт различные устройства для голосовой связи и высокоскоростной передачи данных в сети Iridium, включая флагманские модели спутниковых телефонов Iridium 9555 и Iridium Extreme (9575), модемы Iridium 9522B и Iridium GO и устройства автоматического обмена данными (M2M) Iridium 9601 и Iridium 9602. Также в 2008 году компания объявила о начале коммерческой эксплуатации и продаж терминалов Iridum Pilot системы Iridium OpenPort, обеспечивающей высокоскоростную передачу данных со скоростью до 128 кбит/с и полноценную телефонную связь для морского транспорта.
В 2017—2019 гг. было осуществлено развёртывание обновлённой орбитальной группировки Iridium NEXT из 75 спутников новой модели общей стоимостью порядка 3 млрд долларов. Новые спутники расширили пропускную способность системы, а также позволили предоставить дополнительные сервисы (такие как система наблюдения за авиатрафиком). Запуски спутников произведены ракетами Falcon 9. Обновление спутниковой группировки позволило повысить возможную скорость передачи данных до 352 кбит/с, в конце 2019 года было произведено повышение скорости до 704/352 кбит/с (приём/передача). Для работы в сети Iridium NEXT оператором совместно с производителями Cobham, Thales и Intellian разработаны и выпущены на рынок новые спутниковые терминалы.
В 2023 г. Qualcomm и Iridium объявили о закрытии совместного проекта, посвящённого оказанию услуг спутниковой связи для обычных смартфонов.

## Iridium в России
Система Iridium давно используется в России, несмотря на то, что все необходимые разрешения от российских властей система получила лишь в сентябре 2012 года. В 2012 году правительственная комиссия по федеральной связи и технологическим вопросам информатизации одобрила начало официальной работы в России системы мобильной спутниковой связи Iridium.
К этому времени оператор провёл сертификацию абонентского оборудования и получил от Государственной комиссии по радиочастотам разрешение на использование частотного ресурса, а от Федерального агентства связи - разрешение на использование нумерации. Организация предоставляет услуги на основании Решения Государственной комиссии по радиочастотам (ГКРЧ) от 2 октября 2012 г. № 12-15-05-7 и лицензии Федеральной Службы по надзору в сфере связи, информационных технологий и массовых коммуникаций № 141932 «Услуги подвижной спутниковой радиосвязи», диапазон частот от 1621,35-1626,5 МГц.
В 2016 году в Ижевске, столице Удмуртии, была введена в эксплуатацию российская наземная станция сопряжения наземного и космического сегментов, строительство которой началось в 2013 году. С началом её работы весь трафик, получаемый с территории России, как местными абонентами, так и роумерами, проходит через станцию сопряжения в Ижевске. Станция с момента ввода была готова для работы со спутниками Iridium NEXT. На момент открытия была третьей в мире после двух в США. Станция сопряжения, расположенная в России, необходима для выполнения всех требовании законодательства РФ, включая подключение систем СОРМ.

## Столкновение
Первое столкновение спутников на околоземной орбите произошло 10 февраля 2009 года. Спутник Iridium 33 столкнулся с отработавшим ресурс и выведенным из эксплуатации спутником связи Космос-2251 (серия «Космос»).